# Paul di Resta
Paul di Resta, né le 16 avril 1986 à Uphall, en West Lothian (Écosse), est un pilote automobile britannique. Vainqueur des F3 Euroseries en 2006 et du championnat DTM en 2010, il devient en 2011 pilote de Formule 1 au sein de l'équipe indienne Force India. Il y fait trois saisons, avec pour meilleur résultat, une quatrième place en course, et revient en 2014, en DTM, sans pour autant obtenir le succès qu'il y avait trouvé avant la Formule 1. Pilote de réserve pour Williams F1 Team en 2017, il dispute le Grand Prix de Hongrie au pied levé, remplaçant Felipe Massa malade.

## Biographie

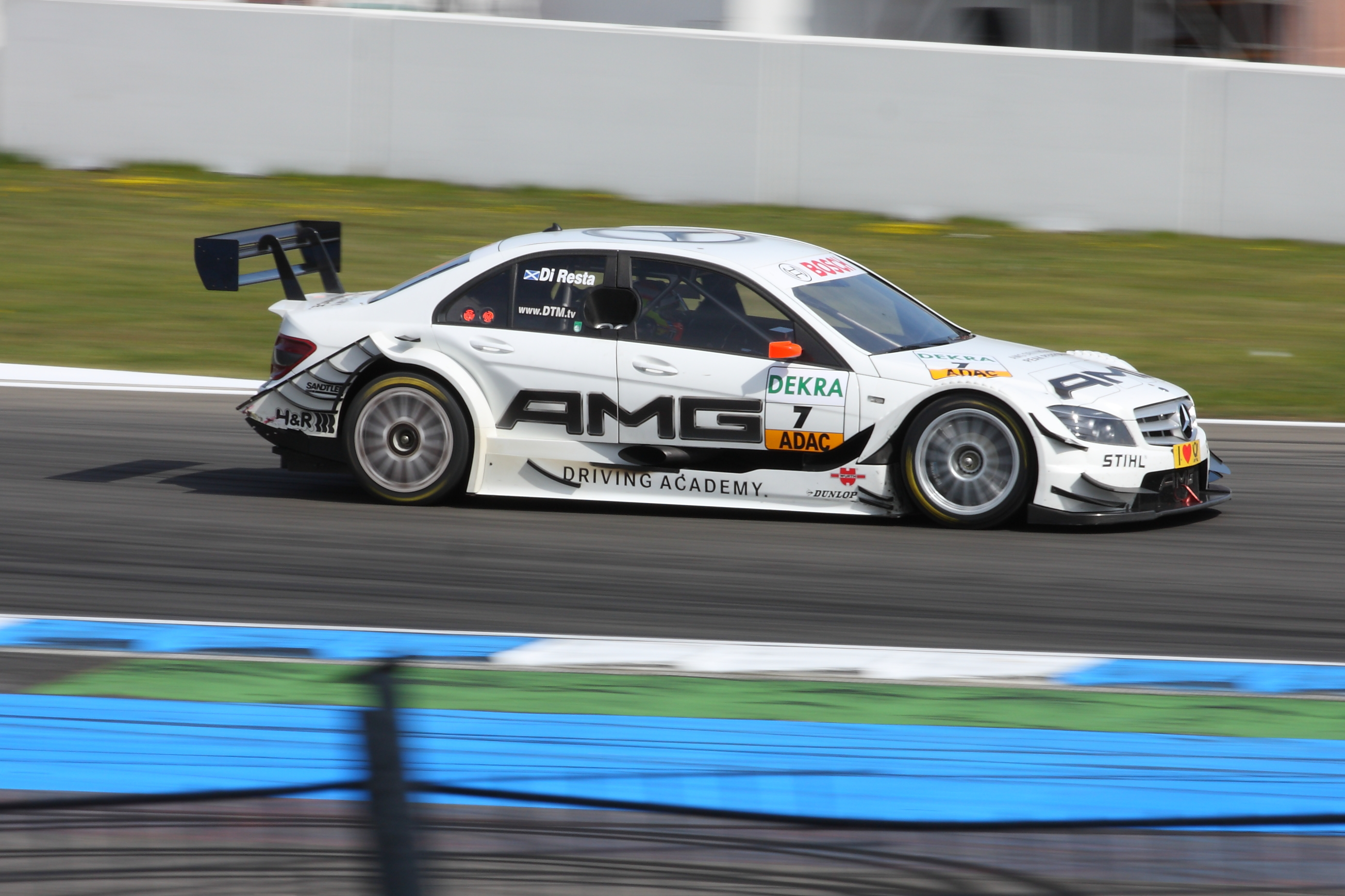
Paul di Resta en DTM, l'année de son titre en 2010.

Cousin des frères Franchitti (Dario et Marino), fils de Louis di Resta, champion d'Écosse de Formule Ford, Paul di Resta commence sa carrière en sport automobile fin 2002, dans le championnat britannique de Formule Renault, discipline dans laquelle il reste jusqu'en 2004. 
En 2005, il accède au relevé championnat de Formule 3 Euroseries. Au sein de l'écurie britannique Manor Motorsport, il termine dixième du classement général, ce qui lui vaut de remporter en fin d'année le Trophée McLaren Autosport BRDC Jeune pilote de l'année, trophée du meilleur espoir britannique décerné par l'hebdomadaire Autosport. En 2006, toujours en F3 Euroseries, di Resta rejoint les rangs de l'écurie française ASM avec laquelle il remporte le titre à l'issue d'un long duel avec son coéquipier l'allemand Sebastian Vettel. En cours d'année, il s'impose également hors-championnat aux Masters de Zandvoort de Formule 3.
Bien que considéré comme l'un des plus solides espoirs de sa génération, Paul di Resta ne parvient pas à trouver les soutiens financiers pour poursuivre sa progression en monoplace et accéder aux antichambres de la Formule 1 que sont le GP2 Series ou les World Series by Renault. En 2007, il rejoint le championnat Deutsche Tourenwagen Masters, pour piloter une Mercedes. 
Au volant d'une voiture de l'année précédente engagée par Persson Motorsport, il rivalise avec les voitures officielles et termine à la cinquième place du classement général avec quatre podiums. Ces résultats lui valent d'être promu en 2008 sur une Mercedes officielle. Devenu un prétendant régulier à la victoire, il termine deuxième du championnat en 2008, troisième en 2009, avant de s'adjuger le titre en 2010.

### Pilote d'essais puis première saison en Formule 1 chez Force India

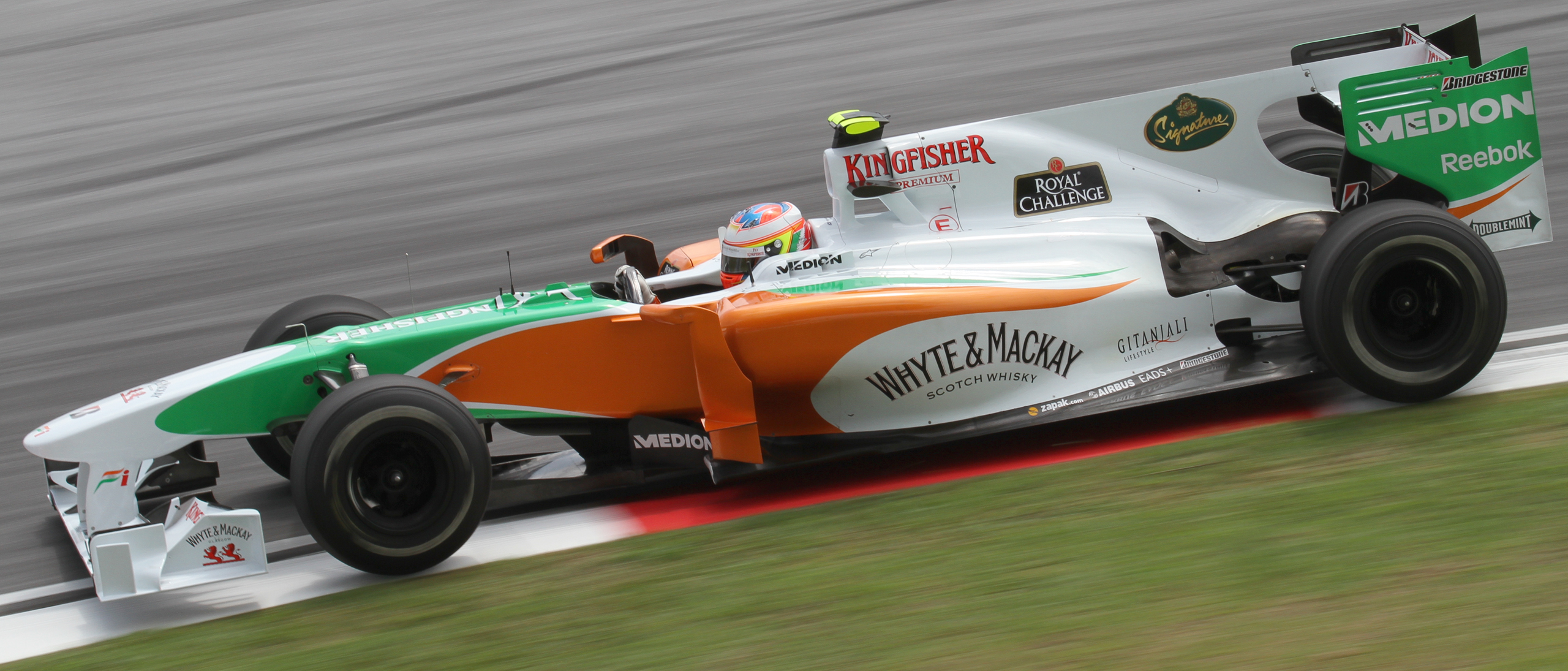
Paul di Resta sur Force India VJM03 en essais en Malaisie en 2010.

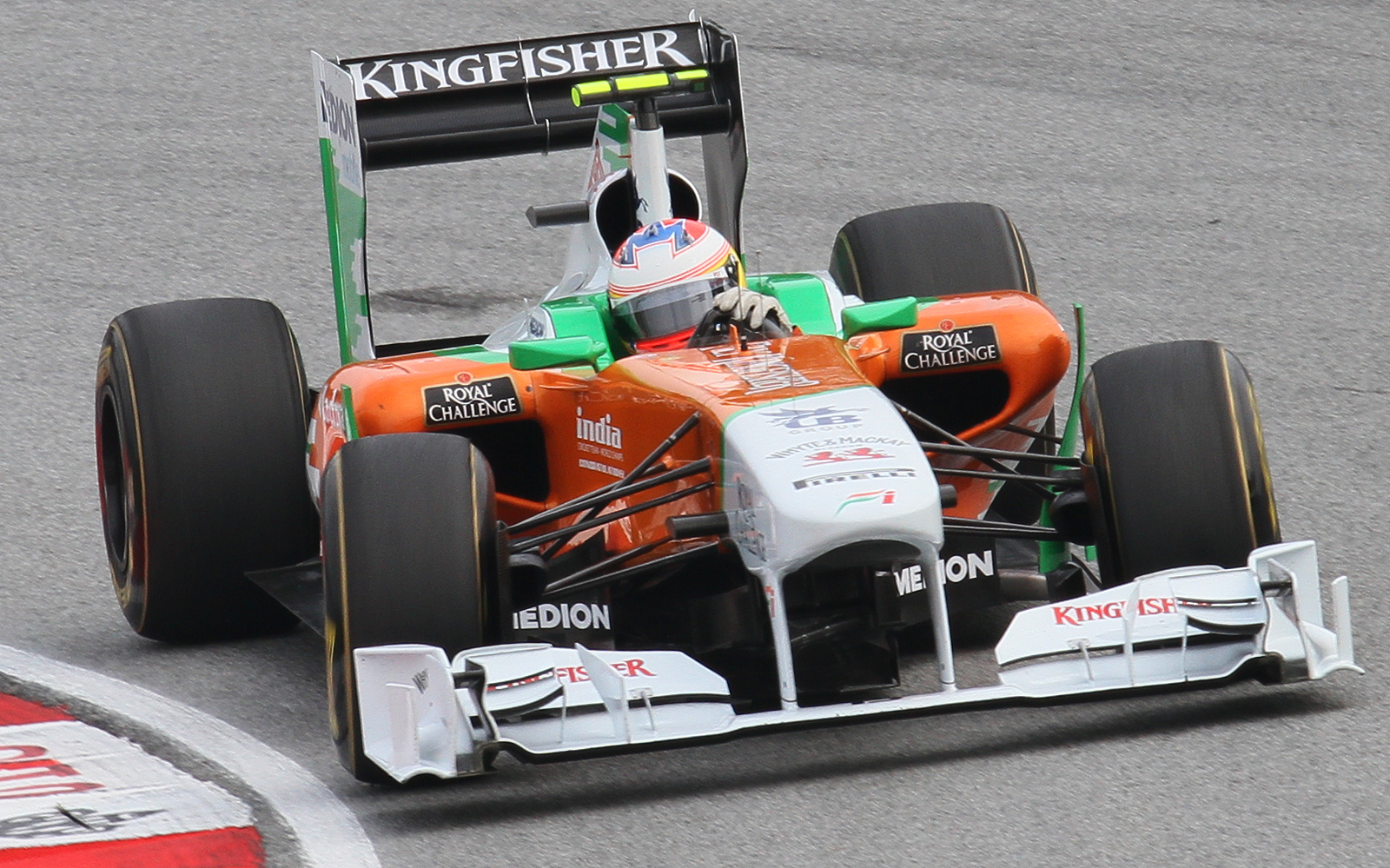
Paul di Resta lors des qualifications du Grand Prix de Malaisie 2011

Protégé de Mercedes, Paul di Resta pilote intègre l'écurie Force India en Formule 1 pour participer aux tests hivernaux réservés aux pilotes débutants à Jerez entre le 1er et le 3 décembre 2009. Il est officiellement désigné troisième pilote au début de février 2010. Ce statut lui permet de rouler lors de huit Grands Prix pendant la première séance d'essais libres, à la place de l'un des deux pilotes titulaires de l'écurie.
Grâce à son titre acquis en DTM et avec le soutien de Mercedes, il est confirmé comme pilote titulaire chez Force India pour la saison 2011 aux côtés d'Adrian Sutil. Ses débuts sont bons puisqu'il marque le point de la dixième place dès son premier Grand Prix, profitant de la disqualification des pilotes Sauber pour aileron arrière non-conforme. 
Lors du Grand Prix de Malaisie 2011, il marque le deuxième point de sa carrière en Formule 1. Il signe la meilleure qualification de sa carrière chez lui, partant sixième. En Hongrie, il termine septième, performance qu'il réédite au Grand Prix suivant, à Monza. 
Di Resta réalise le meilleur classement de sa carrière à Singapour où il termine sixième sur un tracé qu'il découvrait. Au Japon, il finit douzième et, la semaine suivante, il se qualifie en neuvième position et marque le point de la dixième place. Sur le circuit Yas Marina, il termine neuvième après être parti dixième. Au Brésil, après être parti onzième, il finit huitième. Il conclut la saison 2011 à la treizième place du championnat du monde avec 27 points, 15 de moins que son coéquipier.

### 2012: Deuxième saison chez Force India

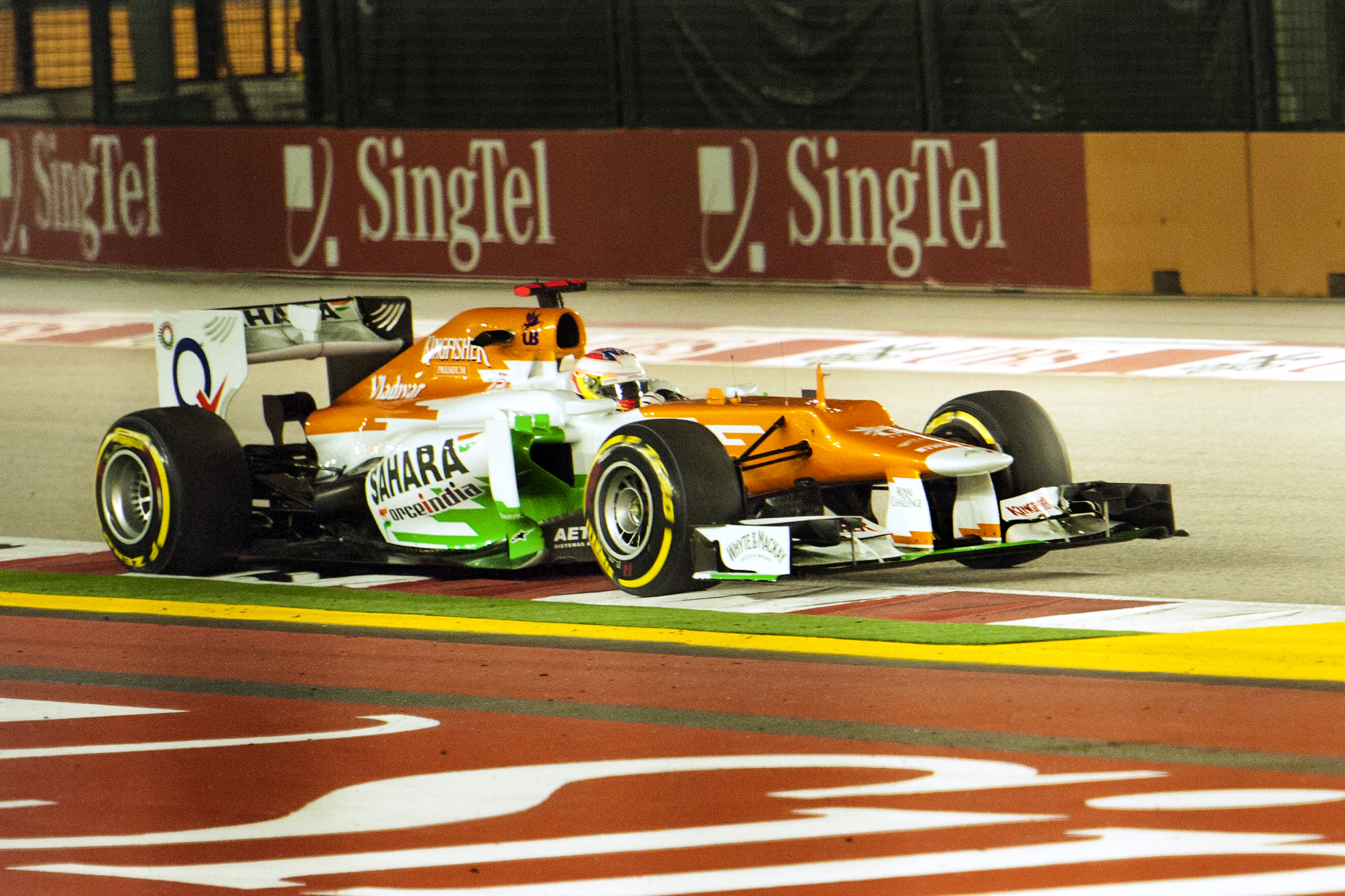
Di Resta sous le ciel nocturne et les projecteurs du Grand Prix de Singapour.

Pour le Grand Prix inaugural en Australie, il termine dixième. En Malaisie, il finit la course en huitième position. En Chine, il n'est que quinzième mais, trois semaines plus tard, à Bahreïn, il réalise une solide performance qui lui permet de se classer sixième. En Espagne, il termine quatorzième place puis, à Monaco, grâce à une stratégie agressive, il termine septième, juste devant son coéquipier.
Il obtient son meilleur résultat à Singapour en terminant quatrième de l'épreuve mais, par la suite, est dépassé par son coéquipier Nico Hülkenberg. Il termine quatorzième du championnat avec 46 points, Hülkenberg étant onzième avec 63 points.

### 2013: Troisième et dernière saison chez Force India

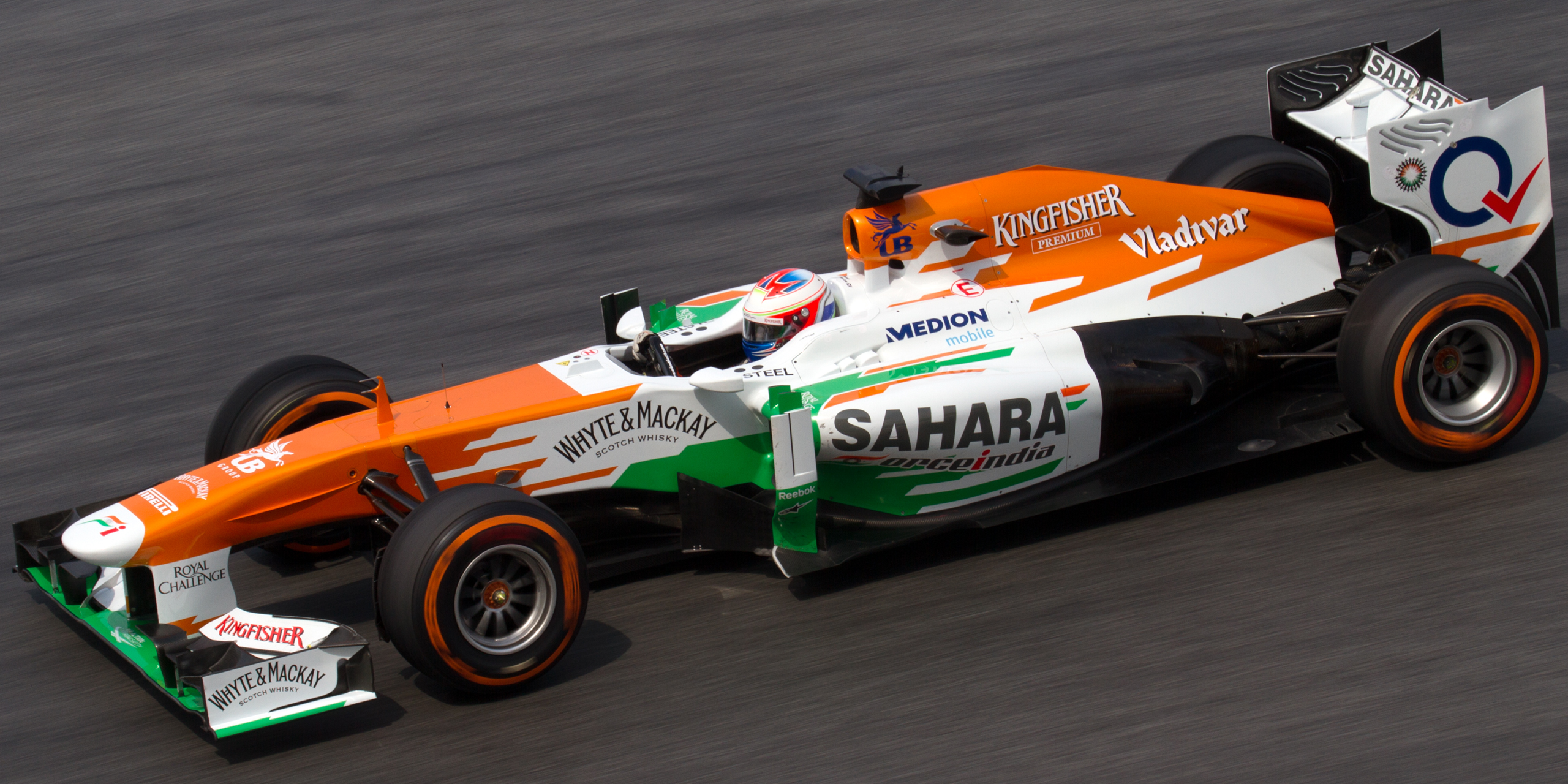
Paul di Resta au Grand Prix de Malaisie 2013.

Force India conserve Paul di Resta, avec pour coéquipier Adrian Sutil, pour la saison 2013. Lors des huit premiers Grands Prix de la saison, le pilote écossais rentre à sept reprises dans les points, égalant son meilleur résultat en Grand Prix, à l'occasion d'une quatrième place au Grand Prix de Bahreïn. 
Le reste de la saison se révèle beaucoup plus difficile pour Di Resta avec six Grands Prix sans points, avant de retrouver, le temps de deux courses, les points, puis finir les dernières courses hors des points.
Paul di Resta se classe douzième du championnat des Pilotes avec 48 points, alors que son coéquipier est treizième avec 29 points ; l'écurie indienne se classe sixième.

### À partir de 2014: retour en DTM

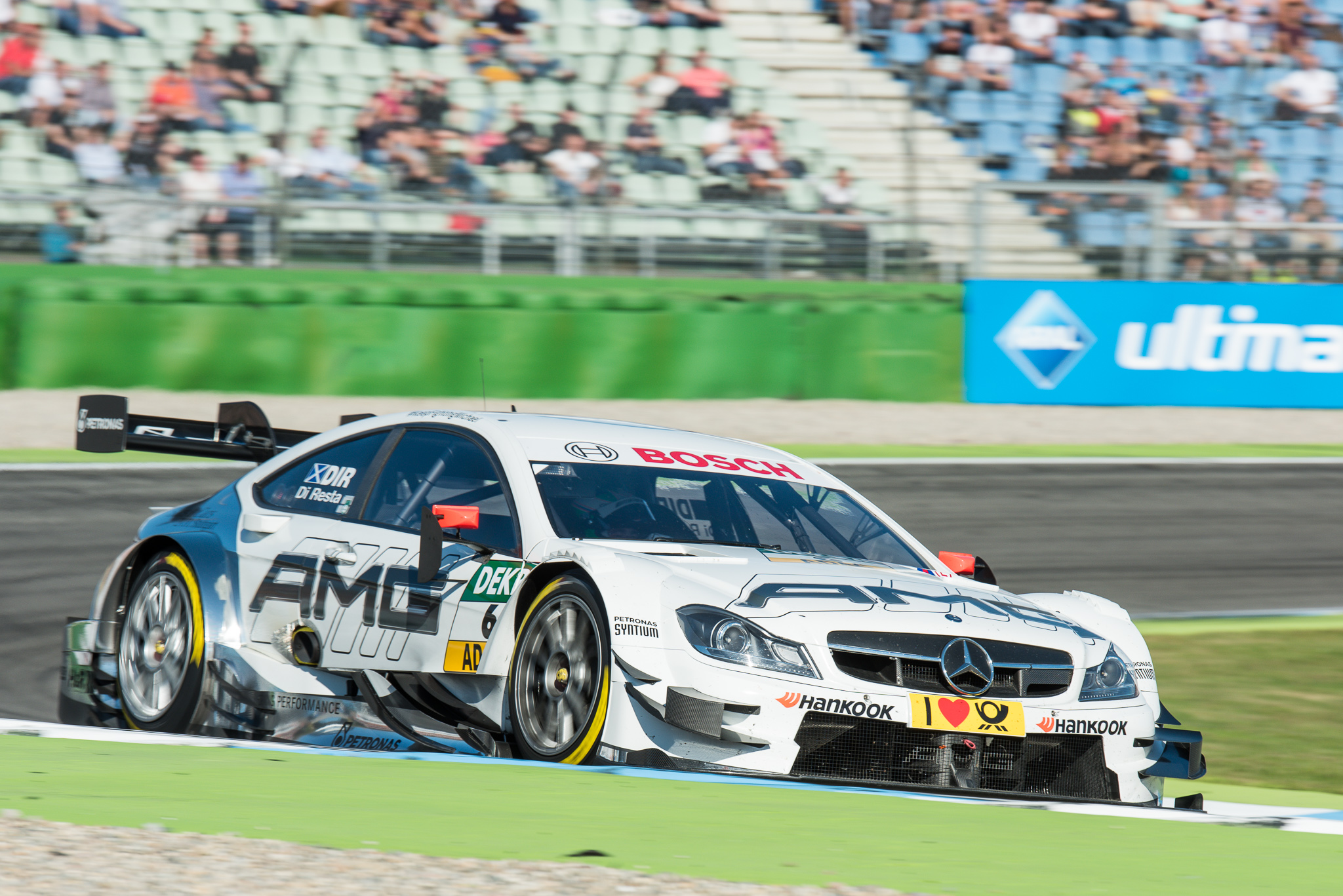
Paul di Resta, Deutsche Tourenwagen Masters 2014 - Hockenheimring

Annoncé en IndyCar chez Andretti Autosport, Paul di Resta retourne finalement en DTM, au sein de HWA, son écurie formatrice. Il connaît une saison difficile, notamment à cause d'une voiture moins performante que la concurrence et un changement de règlement technique. Son meilleur résultat est une arrivée à la quatrième place obtenue à quatre reprises.
En 2015, Paul di Resta monte à trois reprises sur le podium, sur le Hockenheimring, au Red Bull Ring et au Nürburgring. Il termine huitième du championnat avec 90 points.
En 2016, Paul di Resta retrouve les sommets du championnat Deutsche Tourenwagen Masters en se classant cinquième du championnat avec notamment une victoire sur le Hockenheimring. Il revient de manière partielle en étant nommé pilote de réserve et pilote de développement chez Williams F1 Team.
En DTM, malgré la réduction de places pour les pilotes (huit pilotes par écurie en 2016 contre six en 2017), il conserve sa place chez Mercedes.
Il reste pilote de réserve et de développement chez Williams F1 Team. Lors du Grand Prix de Hongrie, Felipe Massa écourte sa troisième séance d'essais puis déclare forfait pour la course car il est souffrant. Paul di Resta participe ainsi à son premier Grand Prix depuis 2013. Il prend part aux qualifications, sans avoir participé aux essais, dans une monoplace qu'il n'a jamais pilotée et réalise le dix-neuvième et avant-dernier temps, devant Marcus Ericsson et deux places derrière son équipier Lance Stroll. Il abandonne au soixantième tour de la course sur problème mécanique.

## Palmarès
- Champion de Formule 3 Euroseries 2006
- Vainqueur des Masters de Zandvoort de Formule 3 en 2006
- Vainqueur du championnat DTM en 2010.

## Résultats en championnat du monde de Formule 1
| Saison | Écurie                  | Châssis | Moteur      | Pneus   | GP disputés | Victoires | Podiums | Pole positions | Meilleurs tours | Dans les points | Abandons | Points inscrits | Classement |
| ------ | ----------------------- | ------- | ----------- | ------- | ----------- | --------- | ------- | -------------- | --------------- | --------------- | -------- | --------------- | ---------- |
| 2011   | Force India             | VJM04   | Mercedes V8 | Pirelli | 19          | 0         | 0       | 0              | 0               | 9               | 2        | 27              | 13e        |
| 2012   | Force India             | VJM05   | Mercedes V8 | Pirelli | 20          | 0         | 0       | 0              | 0               | 9               | 2        | 46              | 14e        |
| 2013   | Force India             | VJM06   | Mercedes V8 | Pirelli | 19          | 0         | 0       | 0              | 0               | 9               | 6        | 48              | 12e        |
| 2017   | Williams Martini Racing | FW40    | Mercedes V6 | Pirelli | 1           | 0         | 0       | 0              | 0               | 0               | 1        | 0               | 23e        |

## Résultats en championnat du monde de DTM
| Saison | Écurie                   | Châssis  | Moteur      | Pneus   | GP disputés | Victoires | Podiums | Pole positions | Meilleurs tours | Dans les points | Abandons | Points inscrits | Classement |
| ------ | ------------------------ | -------- | ----------- | ------- | ----------- | --------- | ------- | -------------- | --------------- | --------------- | -------- | --------------- | ---------- |
| 2007   | Persson Motorsport       | Mercedes | Mercedes V8 | Dunlop  | 10          | 0         | 4       | 0              | 0               | 7               | 1        | 32              | 5e         |
| 2008   | HWA                      | Mercedes | Mercedes V8 | Dunlop  | 11          | 2         | 7       | 1              | 4               | 10              | 0        | 71              | 2e         |
| 2009   | HWA                      | Mercedes | Mercedes V8 | Dunlop  | 10          | 1         | 3       | 1              | 2               | 9               | 1        | 45              | 3e         |
| 2010   | HWA                      | Mercedes | Mercedes V8 | Dunlop  | 11          | 3         | 7       | 4              | 1               | 9               | 0        | 71              | Champion   |
| 2014   | HWA                      | Mercedes | Mercedes V8 | Hankook | 10          | 0         | 0       | 0              | 0               | 4               | 3        | 36              | 15e        |
| 2015   | HWA                      | Mercedes | Mercedes V8 | Hankook | 18          | 0         | 3       | 0              | 1               | 8               | 2        | 90              | 8e         |
| 2016   | Mercedes-Benz HWA        | Mercedes | Mercedes V8 | Hankook | 18          | 1         | 4       | 1              | 1               | 10              | 2        | 116             | 5e         |
| 2017   | Mercedes AMG Silberpfeil | Mercedes | Mercedes V8 | Hankook | 18          | 1         | 3       | 0              | 0               | 9               | 1        | 99              | 11e        |

## Résultats aux 24 heures du Mans
| Saison | Écurie            | Voiture        | Coéquipiers                    | Classe | Tours | Pos.    | Class. Pos. |
| ------ | ----------------- | -------------- | ------------------------------ | ------ | ----- | ------- | ----------- |
| 2018   | United Autosports | Ligier JS P217 | Phil Hanson Filipe Albuquerque | LMP2   | 288   | Abandon | Abandon     |
| 2019   | United Autosports | Ligier JS P217 | Phil Hanson Filipe Albuquerque | LMP2   | 365   | 9e      | 4e          |